# Macchi MC.202
Macchi MC.202 Folgore (wł.: błyskawica) – włoski jednomiejscowy samolot myśliwski z okresu II wojny światowej.

## Historia
Ponieważ sytuacja sprzętowa włoskich Królewskich Sił Lotniczych po wojnie domowej w Hiszpanii nie była korzystna (najnowocześniejszym sprzętem włoskim były samoloty z silnikami gwiazdowymi), w 1939 roku główny projektant wytwórni Aeronautica Macchi, inż. Mario Castoldi, rozpoczął projektowanie nowego myśliwca. Wykorzystał on wiele elementów swojej poprzedniej konstrukcji, Macchi MC.200: identyczne były skrzydła, usterzenie i podwozie. Zmianie uległ jedynie kadłub, który otrzymał aerodynamiczną sylwetkę, przystosowaną do zainstalowania silnika rzędowego. Włosi nie produkowali w tym czasie odpowiednich silników, więc zgłosili się do niemieckiego sprzymierzeńca. Niemcy zaproponowali użycie silnika DB 601 A, stosowanego w Bf 109 E.
Starano się stworzyć samolot, który sprostałby ówczesnym wymogom. Prototyp, oblatany 10 sierpnia 1940 roku, potwierdził spełnienie oczekiwań co do konstrukcji. Nowy samolot otrzymał nazwę Macchi MC.202 oraz przydomek Folgore. Produkcję seryjną rozpoczęto w kwietniu 1941, a pierwsze egzemplarze trafiły do jednostek myśliwskich jeszcze w połowie roku.

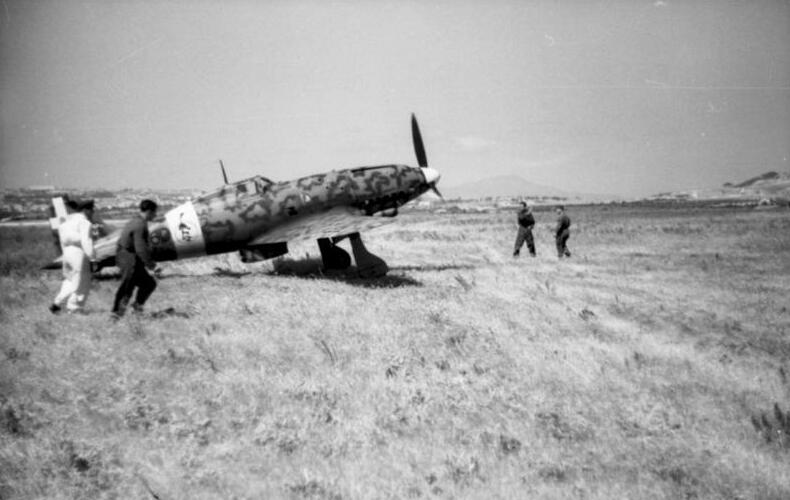
MC. 202 na lotnisku w południowych Włoszech, 1943 r.

W związku z trudnościami w zaopatrzeniu w silniki DB 601, rozpoczęto ich produkcję licencyjną pod oznaczeniem Alfa Romeo R.A.1000 R.C.41. Zapewniło to regularne dostawy samolotów dla Królewskich Sił Lotniczych. Między majem 1941 a wrześniem 1943 roku (kapitulacja Włoch) wyprodukowano w macierzystej wytwórni oraz w fabrykach Breda i SAI około 1500 egzemplarzy MC.202. Poszczególne serie różniły się między sobą szczegółami wyposażenia i uzbrojeniem.

## Użycie operacyjne

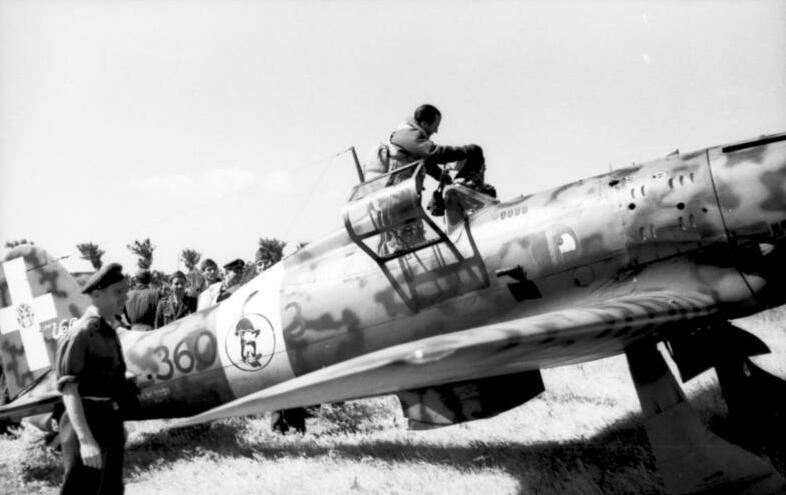
Południowe Włochy, Macchi MC.202 w terenie

Jako pierwsze otrzymały nowe samoloty jednostki Regia Aeronautica stacjonujące w Libii. 1° Stormo (pułk myśliwski) używał ich bojowo nad Afryką od listopada 1941. W 1942 roku Folgore walczyły nad Morzem Śródziemnym oraz w składzie Corpo Aereo Spedizione in Russia. Następnie brały aktywny udział w obronie Sycylii. Znakomite osiągi dawały mu przewagę nad alianckimi myśliwcami Hurricane i P-40 Warhawk, będącymi najczęstszym przeciwnikiem samolotów Regia Aeronautica w tym okresie wojny. Jednak słabe uzbrojenie nie zawsze pozwalało pilotom włoskim wykorzystać lepsze właściwości swoich samolotów.
Ogółem MC.202 były używane przez 45 eskadr myśliwskich Regia Aeronautica. Po kapitulacji Włoch we wrześniu 1943 roku większość jeszcze sprawnych samolotów pozostała na zajętym przez Aliantów południu kraju, wchodząc w skład jednostek Aviazione Cobelligerante Italiana. Kilka latało również w lotnictwie Włoskiej Republiki Socjalnej. Jednak obie strony nie wykorzystywały ich zbyt długo. W lotnictwie walczącym u boku Aliantów zostały szybko zastąpione przez P-39 Airacobra, zaś samoloty ANR służyły głównie jako treningowe, zadania bojowe wypełniały nowocześniejsze G.55 Centauro i MC.205 Veltro.
Kilka egzemplarzy było używane po kapitulacji Włoch przez Luftwaffe, trzy pozyskało w 1943 roku lotnictwo Niezależnego Państwa Chorwackiego. Dwa samoloty służyły po zakończeniu II wojny światowej jako samoloty treningowe w szkole lotniczej w Lecce.

## Opis konstrukcji

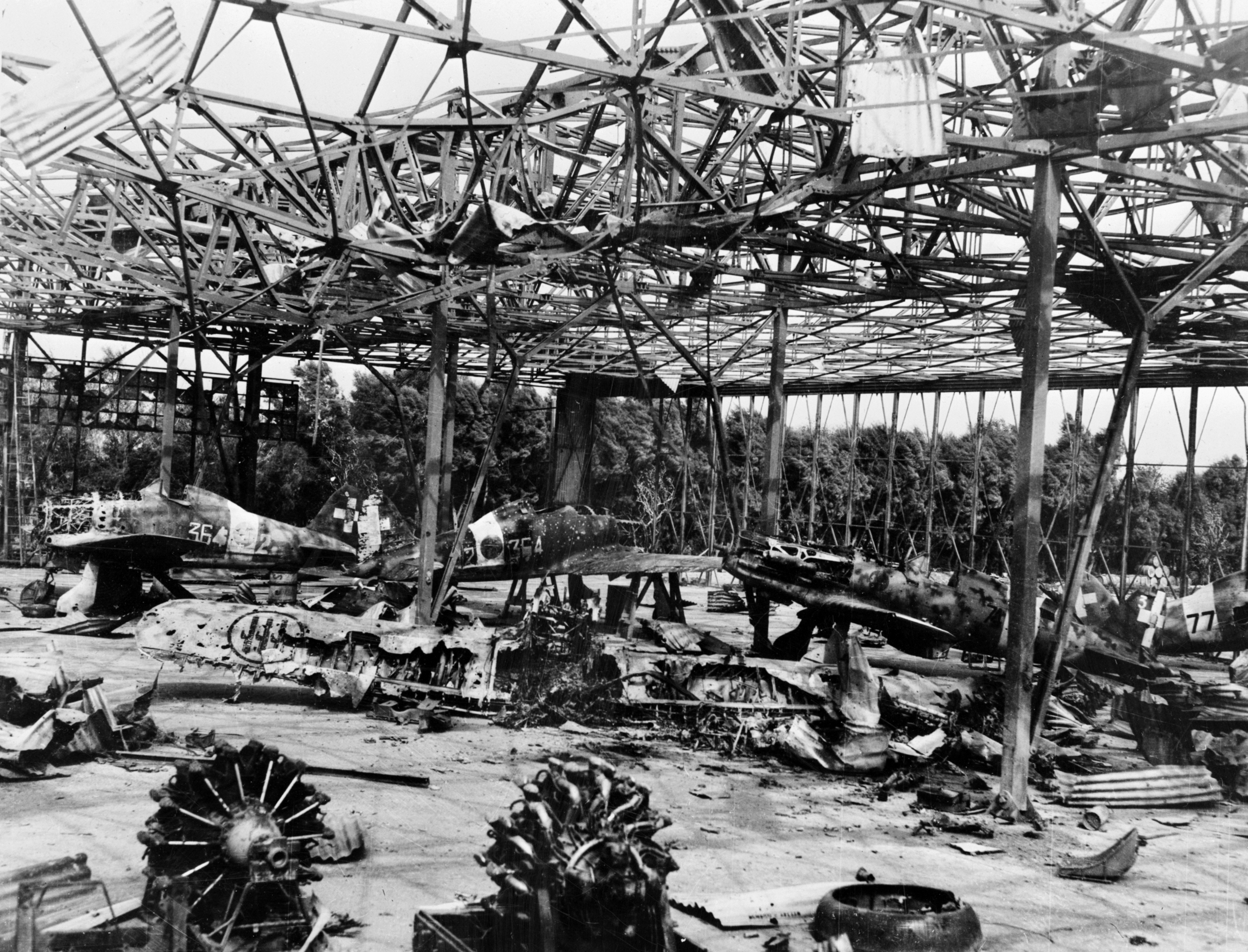
MC.202 zniszczone w hangarze na lotnisku w Trypolisie po bombardowaniu bombowców USAF, wczesny 1943 r.

Macchi MC.202 Folgore był jednomiejscowym samolotem myśliwskim konstrukcji całkowicie metalowej z półskorupowym kadłubem z pracującym poszyciem z blachy duralowej. Miał zakrytą kabinę, otwieraną na prawo w bok. Podwozie było klasyczne, chowane w locie, z również chowanym kółkiem ogonowym. Napęd stanowił dwunastocylindrowy silnik widlasty Alfa Romeo R.A.1000 R.C.41-1 Monsone w układzie odwróconego V, o mocy 1175 KM, z trójłopatowym metalowym śmigłem o stałym skoku.
Samolot był uzbrojony w dwa karabiny maszynowe Breda-SAFAT kal. 12,7 mm, umieszczone w kadłubie nad silnikiem i strzelające przez krąg śmigła. W kolejnych wersjach dążono do wzmocnienia uzbrojenia, instalując w skrzydłach po jednym karabinie maszynowym Fiat kal. 7,7 mm, w wersji XIII zastąpione przez zasobniki strzeleckie z działkiem Mauser MG 151 podwieszane pod skrzydłami. W samolotach myśliwsko-bombowych instalowano zaczepy dla 2 bomb po 150 kg, lub dodatkowych zbiorników paliwa. Istniała także wersja tropikalna ze specjalnym wyposażeniem.